# Isabela (Basilan)
Pour les articles homonymes, voir Isabela.
Isabela est une ville de 4e classe, capitale de la province de Basilan aux Philippines. Elle est placée sous l'autorité de la région de la Péninsule de Zamboanga, qui se trouve juste au nord, de l'autre côté du détroit.
Selon le recensement de 2015 elle est peuplée de 112 788 habitants.

## Barangays
Isabela est divisée en 45 barangays :
- Aguada
- Balatanay
- Baluno
- Begang
- Binuangan
- Busay
- Cabunbata
- Calvario
- Carbon
- Diki
- Isabela Eastside
- Isabela Proper
- Dona Ramona T. Alano
- Kapatagan Grande
- Kaumpurnah Zone 1
- Kaumpurnah Zone 2
- Kaumpurnah Zone 3
- Kapayawan
- Kumalarang
- La Piedad
- Lampinigan
- Lanote
- Lukbuton
- Lumbang
- Makiri
- Maligue
- Marang-marang
- Marketsite
- Masola
- Menzi
- Panigayan
- Panunsulan
- Port Area
- Riverside
- San Rafael
- Santa Barbara
- Santa Cruz
- Seaside
- Small Kapatagan
- Sumagdang
- Sunrise Village
- Tabiawan
- Tabuk
- Tampalan
- Timpul

## Démographie
| Année | Habitants | Évolution |
| ----- | --------- | --------- |
| 1995  | 68 557    | -         |
| 2000  | 73 032    | 6,53 %    |
| 2007  | 87 985    | 20,47 %   |
| 2010  | 97 857    | 11,22 %   |